# Култура Санагаста
Култура Санагаста (на испански: Cultura Sanagasta), известна и като култура Ангуаласто, възниква около 1000 г. сл. Хр. на територията на съвременните аржентински провинции Ла Риоха и Сан Хуан.
Представителите на културата Санагаста се занимавали със селско стопанство и събиране на плодове. Ловували гуанако и нанду с помощта на лъкове и болеадорас, развъждали домашни животни — лама и викуня. Строели зърнохранилища и кошари за домашни животни от плетена тръстика.
Керамиката Санагасто се отличава с черни геометрични фигури на розов фон, с пъстри и шарени мотиви. Характерни са кръглите урни с тесни гърла. Обработвали са метали, основно мед, от която правели нагръдници и обеци. Произвеждали тъкани от растителни влакна и от вълна на лама и викуня.